# Dandeli-Wildreservat
Das Dandeli-Wildreservat liegt im südindischen Bundesstaat Karnataka.

## Geschichte
Das Dandeli-Wildreservat war ursprünglich eines der größten Asiens, wurde jedoch 1987 auf eine Fläche von 83.400 Hektar reduziert. Eine Fläche von 25.000 Hektar im Süden des Schutzgebietes bildete den neuen Anshi-Nationalpark, der heute als Kali-Tigerreservat bezeichnet wird. Das Dandeli-Wildreservat hat aktuell eine Fläche von 88.641 Hektar.

## Flora und Fauna
Das hügelige Gelände des Wildreservats ist mit laubabwerfenden bis halbimmergrünen Wäldern bedeckt. Es befinden sich zudem Plantagen für Teakholz im Schutzgebiet. Darüber hinaus wächst viel Bambus.
Zu den im Schutzgebiet vorkommenden, größeren Säugetieren zählen Asiatische Elefanten, Tiger, Leoparden, Rothunde, Lippenbären, Gaure und Wildschweine. Darüber hinaus finden sich die Hörnchenarten Taguan und Königsriesenhörnchen und Primaten wie der Indische Hutaffe, der Rote Schlanklori, der Bengalische Hanuman-Langur. Weitere vorkommende Säugetiere sind Sambar, Axishirsch, Indischer Muntjak, Indischer Mungo und Otomops wroughtoni, eine Riesenbulldoggfledermausart.
Vorkommende Reptilien sind die Königskobra, die Goldschlange, das Sumpfkrokodil und die Flugdrachenart Draco dussumieri.
Das Dandeli-Wildreservat wurde zudem von BirdLife International mit mehr als 155 beobachteten Vogelarten als Important Bird Area („wichtiges Vogelgebiet“) klassifiziert. Zu den gefährdeten Arten zählt der Bengalgeier, der durch das Fressen von toten Hausrindern, bei denen ein bei den Geiern zu Nierenversagen führendes Medikament eingesetzt wurde, vom Aussterben bedroht ist. Weitere gefährdete Arten sind der Sunda-Marabu, die Nilgiritaube und der Malabar-Grautoko.

Tiere im Wildreservat
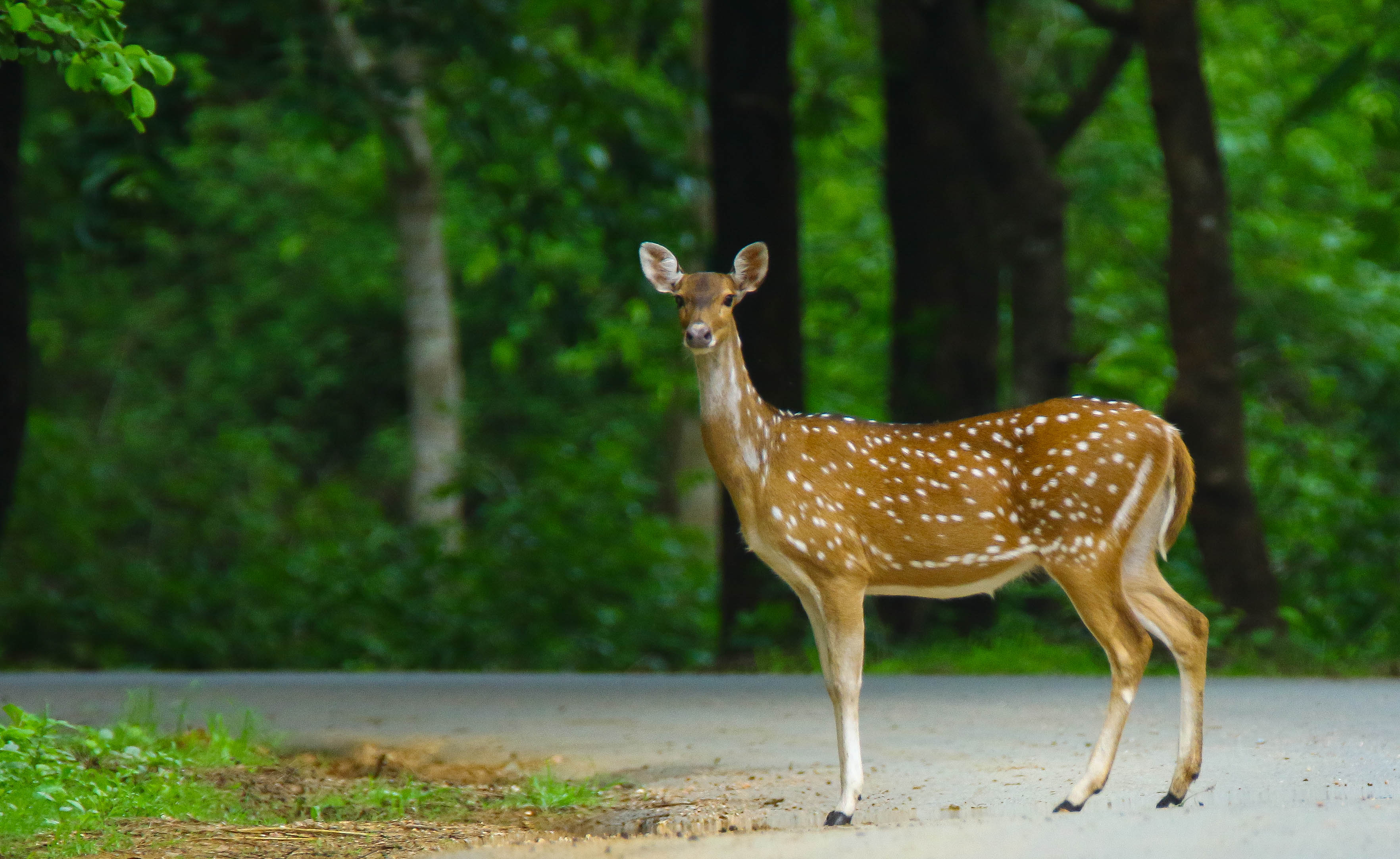
Axishirsch
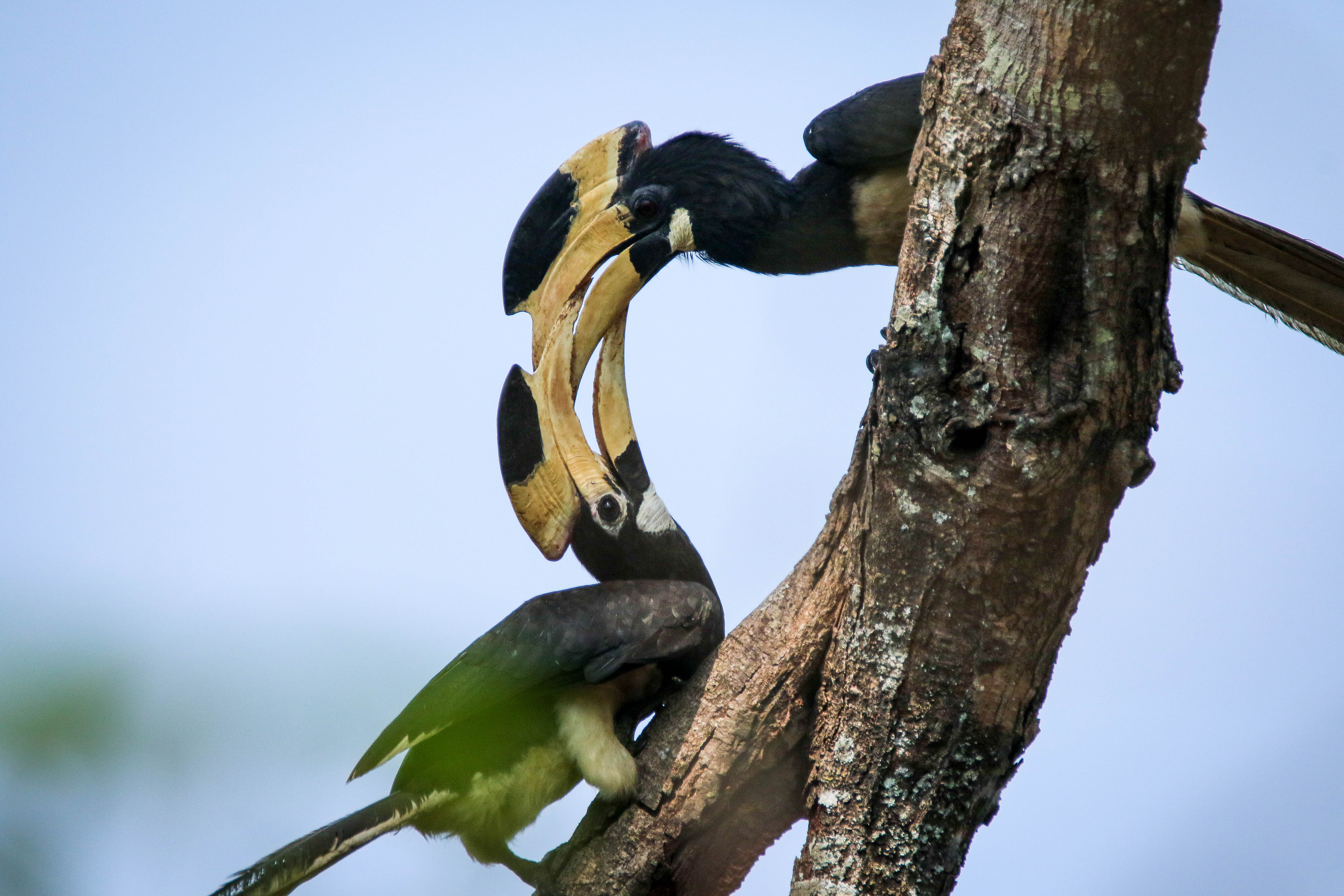
Malabarhornvogel
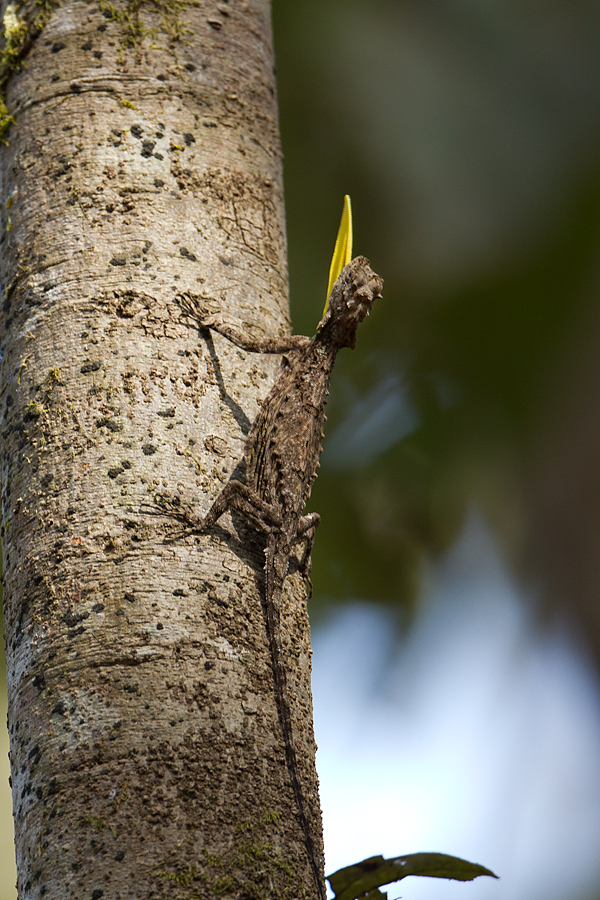
Draco dussumieri
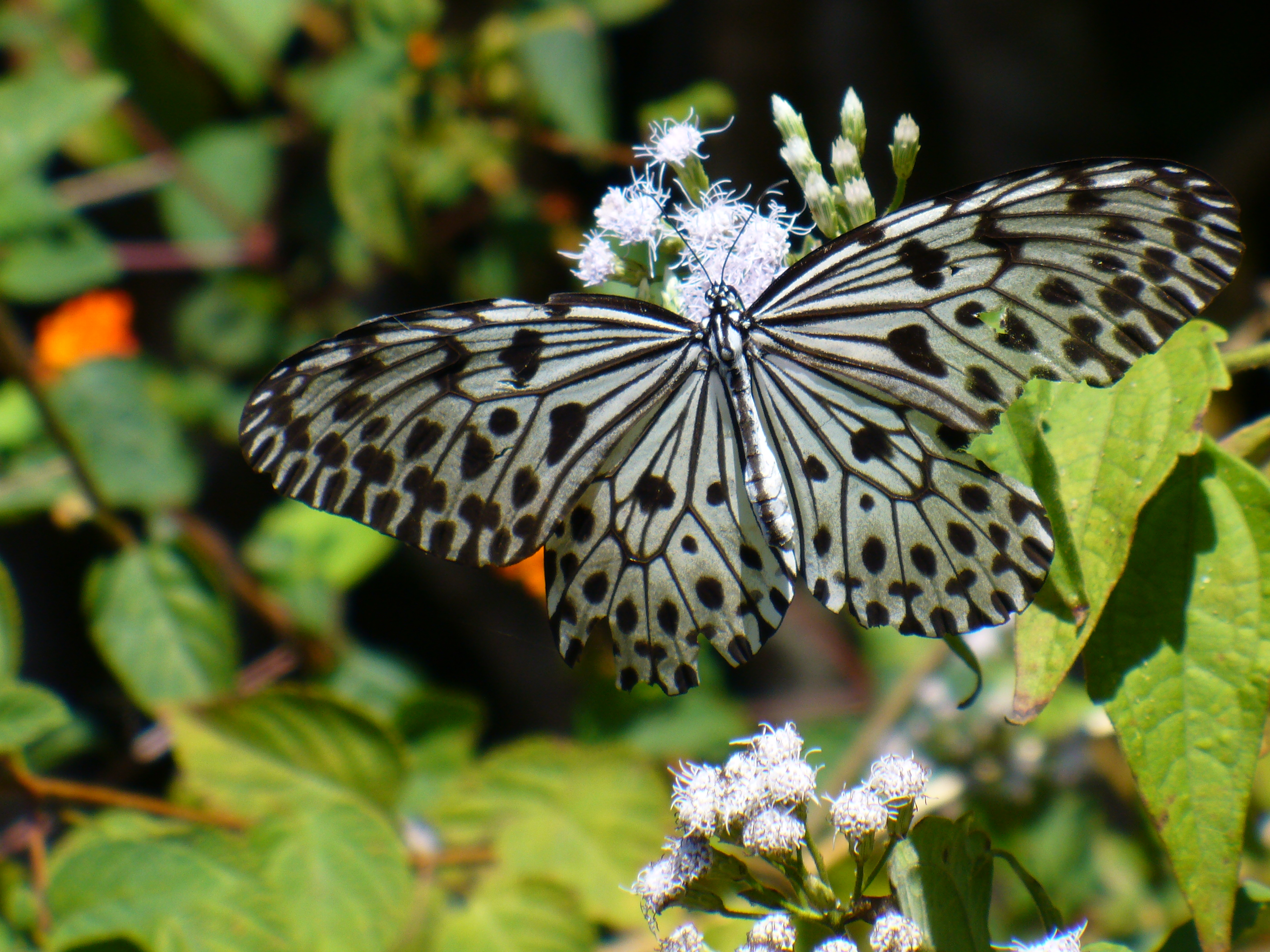
Idea malabarica